# Зорянский сельский совет (Харьковская область)
Звездянский либо Зорянский сельский совет (укр. Зорянська сільська рада, до 2016 г. — Ленинский сельский совет) — входил до 2020 года в состав
Красноградского района Харьковской области
Украины.
Административный центр сельского совета находился в
селе Звёздное.

## История
- 1922 — дата образования.

## Населённые пункты совета
- село Звёздное[1][2][3][4]
- село Тишенковка
- село Вишнёвое